# ريد والر
ريد والر (بالإنجليزية: Red Waller)‏ هو لاعب كرة قاعدة أمريكي، ولد في 16 يونيو 1883، وتوفي في 9 فبراير 1915 في جيرسي سيتي في الولايات المتحدة.

## وصلات خارجية
- ريد والر على موقعبيزبول رفرنس.كوم (الدوري الرئيسي) (الإنجليزية)
- ريد والر على موقعبيزبول رفرنس.كوم (الدوري الثانوي) (الإنجليزية)